# Хэйхайцзы
Хэйхайцзы (кит. упр. 黑孩子, пиньинь hēiháizi) или «дети в тени» — термин, применяемый в Китае к детям, рождённым во время проведения политики «Одна семья — один ребёнок» (1979—2015 гг.) и незарегистрированных в национальной системе регистрации домохозяйств (хукоу).

## История
Желание Китая расширяться и экономически расти после периода Культурной революции стало движущей силой политики «Одна семья — один ребёнок». Такая цель не могла быть достигнута без замедления роста населения и ограничения численности населения до 1,1 — 1,2 миллиарда человек к 2000 году. Политика «Одна семья — один ребёнок» включала в себя стимулирование семей с помощью привилегий в сфере образования, жилья, доступа к медицинскому обслуживанию, а также денежной помощи. Правительство также препятствовало рождению более одного ребёнка в семье. Эти семьи наказывали ограничением или лишением доступа к тем же привилегиям.
Данные привилегии и наказания использовались для регулирования количества «разрешённых» детей. Они также использовались для регулирования жизни пар среднего возраста, которые решили вступить в брак и могут завести детей.
Хотя Государственное бюро планирования семьи определяло конкретные ожидания в отношении политики «Одна семья — один ребёнок», местные отделы планирования семьи отвечали за её реализацию в своих регионах. Это привело к большим различиям между провинциями в системе привилегий и наказаний. Семьи, являющиеся представителями меньшинств, считаются одними из немногих семей, которые были освобождены от лимита в одного ребёнка.
Также исключением считались семьи, в которых оба родителя были единственными детьми в семье или чьи работы считались опасными для жизни Если в семье родился ребёнок с отклонениями, паре позволялось завести второго ребёнка. Некоторым семьям разрешалось иметь второго ребёнка в зависимости от места проживания. Государственные служащие и другие городские жители сталкиваются с очень строгим соблюдением закона, в то время как в сельской местности часто разрешают второго ребёнка, в основном, если их первенец женского пола.
Система регистрации домохозяйств в Китае («Хукоу») работает одновременно с процессом регистрации детей, чтобы подтвердить, что каждый ребёнок был зарегистрирован должным образом. Регистрация в «Хукоу» нужна для того, чтобы ребёнок получил гражданство, необходимое для получения определённых льгот и программ в рамках политики «Одна семья — один ребёнок». Для того, чтобы зарегистрироваться в «Хукоу», каждый ребёнок должен иметь соответствующие документы из отдела общественного здравоохранения и местного отдела планирования семьи и медицинское свидетельство о рождении, которые выдаются после регистрации рождения, и документы, удостоверяющие личность родителей.
Любой ребёнок, чьё рождение считается незаконным в соответствии с действующим на тот момент китайским законодательством, скорее всего, не будет зарегистрирован властями для того, чтобы избежать финансовых или социальных наказаний. Такие незарегистрированные дети называются «хэйхайцзы» (дети в тени). Другие незаконнорождённые дети, чьи родители решили сообщить о рождении и заплатить наложенный денежный штраф, не являются «детьми в тени».
Будучи исключёнными из семейного реестра (по сути, свидетельства о рождении), они юридически не существуют и не могут получить доступ к большинству государственных услуг (напр., образование и здравоохранение) и не пользуются защитой закона.
Без регистрации рождения и «хукоу» ребёнок не может наследовать или получить собственность, получить страховое покрытие для медицинских или социальных услуг, получить финансовую помощь или посещать школу. Эти «дети из чёрного списка» также лишены многих прав, когда становятся взрослыми. Они не могут претендовать на государственную или иную работу, вступать в брак и создавать семью, вступать в вооружённые силы. Кроме незаконных действий, не требующих регистрации, таких как организованная преступность и проституция, у «детей в тени» есть возможность остаться в семье и помогать в работе, например, в сельском хозяйстве или частном бизнесе.
В некоторых районах Китая детей заводят с целью продажи торговцам людей (обычно вскоре после рождения). Затем торговцы продают их богатым семьям в Китае или вывозят за границу (для продажи). Этих детей могут использовать для работы на фабриках, в то время как для девочек существует большой рынок невест и борделей для несовершеннолетних.
Во время переписи населения Китая 2000 года число незарегистрированных лиц оценивалось в 8 052 484 человека, что составляло 0,65 % от общей численности населения на тот момент.
В случаях, когда контрацепция не срабатывала, что приводило к нежелательной беременности, некоторые женщины предпочитали не делать аборт. Такие женщины старались не обращаться за медицинской помощью на протяжении всей беременности и во время родов из-за вероятности того, что их заставят сделать аборт, или из-за финансовых штрафов, с которыми они могут столкнуться. Это привело к высокому уровню материнской и младенческой смертности.

### Половой вопрос
В связи с политикой «Одна семья — один ребёнок» и предпочтением сыновей вместо дочерей, некоторые китаянки тайно рожали девочек, надеясь, что второй ребёнок будет мальчиком. Затем мальчиков регистрировали как единственного ребёнка в семье.
По данным Ли, Чжэн и Фельдмена, исследование, проведённое в одной из китайских провинций в 2004 году, показало, что 70-80 % из 530 000 незарегистрированных людей были женщинами. Эти «несуществующие» женщины вынуждены тайно скрываться, не имея доступа к образованию или медицинской помощи, если только их не отправят в детский дом. В результате занижения числа рождённых женщин, демографическая статистика Китая нарушилась, а соотношение полов младенцев резко исказилось. Однако тайные роды женщин составляют лишь часть скомпрометированной статистики населения.
Хотя в Китае участие в селективных абортах преследуется по закону, оно все ещё широко распространено, тем самым искажая соотношение полов младенцев и увеличивая разрыв в гендерном соотношении. В некоторых случаях, когда разрешено заводить второго ребёнка, известно, что если первенец — это девочка, то последующие беременности, в которых будут рождаться девочки, будут «исчезают», тем самым оставляя семье возможность завести сына. Женщины стали редким явлением из-за сокращения рождаемости, что в итоге привело к развитию преступной деятельности, связанной с похищением и продажей женщин в качестве невест. Эта индустрия может угрожать стабильности и без того небезопасного китайского населения из-за роста ВИЧ и других венерических заболеваний, распространяемых работниками коммерческого секса. Женское население также сокращается, потому что давление, оказываемое на женщин чтобы они рожали сыновей, и давление скрытной жизни «несуществующих» женщин настолько сильно, что Китай считается страной с одним из самых высоких показателей самоубийств среди взрослых женщин в мире.

## Динамика

### Происхождение явления
Появление незарегистрированных детей, или «детей в тени», в первую очередь является результатом перенаселённости Китая. Во время правления Мао Цзэдуна доступ к безопасной пище и воде, а также к лучшим условиям жизни привели к снижению младенческой смертности на 400 % и увеличению средней продолжительности жизни почти в два раза по сравнению с предыдущим тридцатилетием. В результате более здорового населения Китай пережил большой рост населения в 1960-х и 1970-х годах.
В результате китайские чиновники начали делать выводы о влиянии такого быстрого роста населения на модернизирующуюся экономику и решили, что нужно что-то менять. Под влиянием целей Чэнь Мухуа «снизить рождаемость в стране до 10 % в течение трёх лет», в 1979 году был разработан правительственный план, ограничивающий количество детей матери двумя детьми.

### Жизнь в качествехэйхайцзы
Будучи «хэйхайцзы», человек не владеет «хукоу» — «документом, удостоверяющего его личность». Этот документ необходим человеку для доступа или использования любого вида государственных услуг, что в силу политической структуры Китая означает недоступность к больницам, путешествиям, образованию и во многих случаях даже к работе.
Хэйхайцзы часто вынуждены работать на нелегальных работах, организованной преступными группировками, таких как проституция и торговля наркотиками.

### Чэнь против Холдера
Дело «Чэнь против Холдера» было рассмотрено Апелляционным судом США седьмого округа в 2009 году. Ши Чэнь (мальчик, незаконно рождённый в Китае в период проведения политики «Одна семья — один ребёнок») боролся против правительства США за убежище после эмиграции из Китая.
В соответствии с Конвенцией против пыток, Чэнь утверждал, что китайское правительство незаконно посягает на его естественные права человек, и что Соединённые Штаты по закону обязаны его защищить.
Находясь в Китае, Чэнь утверждал, что не могу получить «еду и земельный участок», которые правительство обычно выделяет детям, рождённым на законных основаниях. После того, как его семья заплатила большой штраф, Чэнь получил право посещать школу.
После изложения своего дела и описания преследований, которым он подвергнется, если вернётся в Китай, Чэнь получил решение судьи окружного суда 28 апреля 2010 г.
Хотя, судя по показаниям Чэня, он столкнулся с преследованиями в Китае, Совет по иммиграционным апелляциям пришёл к выводу, что несправедливость не была настолько серьёзной, чтобы требовать помощи со стороны Соединённых Штатов.
Судебные органы сослались на то, что, поскольку Чэню по-прежнему разрешалось посещать школу и он никогда открыто не сталкивался с представителями китайского правительства, его доказательства преследования не были достаточно вескими, чтобы заслуженно получить какую-либо защиту со стороны США.

### Последние изменения в политике «Одна семья — один ребёнок»
Принятые в начале 2014 года изменения в политике «Одна семья — один ребёнок» способны значительно изменить демографическую ситуацию в Китае. Согласно новым правилам, «парам будет разрешено иметь двух детей, если один из родителей был единственным ребёнком». До этого изменения возможность иметь второго ребёнка была только у семей, где оба родителя были единственными детьми.
Это изменение в политике может значительно сократить количество незарегистрированных детей, поскольку родителям больше не нужно будет скрывать второго ребёнка.